# Отто Рікріх
О́тто Фе́рдинанд Рі́кріх (нім. Otto Ferdinand Ruckerich; нар. 6 травня 1913, Августдорф, Снятинський повіт, Королівство Галичини та Володимирії, Австро-Угорщина  — пом. ?) — офіцер гестапо в Станиславові, рятівник українців від нацистських репресій у Снятині.

## Життєпис
Народився 6 травня 1913 року в колонії Августдорф (нині в межах міста Снятин) в родині рільника Йоганна Рікріха. Початкову освіту здобув у парафіяльній школі Августдорфа, середню — у польській Гімназії імені Францішека Карпінського в Снятині. Відрізнявся успішністю в теології.   
У жовтні 1939 року разом з батьками репатріювався до Німеччини. Незабаром розпочав службу у гестапо в Кракові.    
Із початком німецько-радянської війни, протягом 1939—1944 років служив офіцером гестапо у Станиславові. Протягом першої половини 1941 року виконував завдання на користь «Абвер-I» і сприяв розбудові відділу гестапо в Снятині.  
В ході німецьких репресій під час окупації допомагав колишнім знайомим у місті, рятуючи їх від розстрілів та відправки на примусові роботи в Німеччину.  
Після 1945 року подальша доля Отто Рікріха невідома.